# Mišo Krstičević
Mišo Krstičević (Mostar, 1957. január 2. –) jugoszláv válogatott horvát labdarúgó, hátvéd, középpályás, olimpikon, edző.

## Pályafutása

### Klubcsapatban
1972 és 1975 között a Jadran Ploče, 1975 és 1978 között a Neretva Metković korosztályos csapataiban kezdte a labdarúgást. 1978 és 1983 között a Hajduk Split, 1983–84-ben a Rijeka, 1984 és 1986 között a Velež Mostar labdarúgója volt. 1986 és 1988 között a nyugatnémet Rot-Weiß Oberhausen csaptában játszott a a Bundesliga másodosztáylában. A Hajdukkal az 1978–79-es idényben jugoszláv bajnoki címet nyert. A Velež csapatával 1986-ban jugoszlávkupa-győztes lett.

### A válogatottban
1979–80-ban hét alkalommal szerepelt a jugoszláv válogatottban és egy gólt szerzett. 1979. április 1-jén Nicosiában mutatkozott be a jugoszláv válogatottban egy Ciprus elleni Európa-bajnoki-selejtező-mérkőzésen, ahol 3–0-s jugoszláv győzelem született. 1979-ben aranyérmet szerzett a Mediterrán játékokon, majd az 1980-as moszkvai olimpián negyedik lett a csapattal. Utoljára 1980. augusztus 27-én Bukarestben játszott a válogatottban Románia ellen. A Balkán-kupadöntőn 4–1-es román győzelem született.

### Edzőként
A Jadran Ploče csapatánál kezdte edzői pályafutását. 2004–05-ben a Hajduk Split segédedző volt. 2007-ben a HNK Trogir, 2007 és 2011 között a Jadran Ploče, 2011-ben az albán KF Tirana vezetőedzőjeként tevékenykedett. 2011–12-ben a Hajduk Split U19-es, 2012–13-ban az első csapatának a szakmai munkáját irányította. 2013-ban a horvát válogatottnál volt segédedző. 2015-ben a Zrinjski Mostar, 2015 és 2019 között az iráni Mesz Rafszandzsán, majd 2019–20-ban a Sahin Busehr csapatának a vezetőedzőjeként dolgozott. 2022 óta a Jadran LP csapatának az elsőszámú edzője.

## Sikerei, díjai

### Játékosként
Jugoszlávia
- Mediterrán játékok
  - győztes: 1979, Split
- Olimpiai játékok
  - 4.: 1980, Moszkva

 Hajduk Split
- Jugoszláv bajnokság (Prva liga)
  - bajnok: 1978–79

 Velež Mostar
- Jugoszláv kupa (Kup Maršala Tita)
  - győztes: 1986

### Edzőként
HNK Trogir
- Horvát bajnokság – harmadosztály
  - bajnok: 2006–07 (dél)

 KF Tirana
- Albán kupa
  - győztes: 2011

 Hajduk Split U19
- Horvát U19-es bajnokság
  - bajnok: 2011–12

## Statisztika

### Mérkőzései a jugoszláv válogatottban
| Jugoszlávia | Jugoszlávia          | Jugoszlávia                     | Jugoszlávia   | Jugoszlávia | Jugoszlávia   | Jugoszlávia  | Jugoszlávia | Jugoszlávia |
| #           | Dátum                | Helyszín                        | Hazai         | Eredmény    | Vendég        | Kiírás       | Gólok       | Esemény     |
| ----------- | -------------------- | ------------------------------- | ------------- | ----------- | ------------- | ------------ | ----------- | ----------- |
| 1.          | 1979. április 1.     | Nicosia, Makário Stadion        | Ciprus        | 0 – 3       | Jugoszlávia   | Eb-selejtező | -           | 83'         |
| 2.          | 1979. június 13.     | Zágráb, Maksimir Stadion        | Jugoszlávia   | 4 – 1       | Olaszország   | barátságos   | -           |             |
| 3.          | 1979. szeptember 16. | Belgrád, Crvena zvezda Stadion  | Jugoszlávia   | 4 – 2       | Argentína     | barátságos   | -           |             |
| 4.          | 1979. október 10.    | Valencia, Estadio Luís Casanova | Spanyolország | 0 – 1       | Jugoszlávia   | Eb-selejtező | -           |             |
| 5.          | 1980. március 30.    | Belgrád, Omladinski Stadion     | Jugoszlávia   | 2 – 0       | Románia       | Balkán-kupa  | 1           | 35'         |
| 6.          | 1980. április 26.    | Borovo Naselje, Városi Stadion  | Jugoszlávia   | 2 – 1       | Lengyelország | barátságos   | -           |             |
| 7.          | 1980. augusztus 27.  | Bukarest, Augusztus 23. Stadion | Románia       | 4 – 1       | Jugoszlávia   | Balkán-kupa  | -           | 46'         |
|             | Összesen             |                                 |               | 7           | mérkőzés      |              | 1           | gól         |